# Ђираволте (Салерно)
Ђираволте је насеље у Италији у округу Салерно, региону Кампанија.
Према процени из 2011. у насељу је живело 141 становника. Насеље се налази на надморској висини од 456 м.